# Mieczysław Kurczewski
Mieczysław Kurczewski (ur. 13 września 1897, zm. 1 czerwca 1989 w Warszawie) – pułkownik Wojska Polskiego.

## Życiorys
Urodził się 13 września 1897 w Rejowcu. Był uczestnikiem strajku szkolnego w roku szkolnym 1906/1907. Po odzyskaniu przez Polskę niepodległości został przyjęty do Wojska Polskiego. Brał udział w powstaniu wielkopolskim. Z dniem 1 listopada 1921, jako podchorąży 4 pułku piechoty Legionów, został mianowany podporucznikiem piechoty. 3 maja 1922 roku został zweryfikowany w stopniu podporucznika ze starszeństwem z dniem 1 lipca 1921 roku i 1551. lokatą w korpusie oficerów piechoty.
Został awansowany do stopnia porucznika piechoty ze starszeństwem z dniem 1 grudnia 1920. W 1923, 1924 był oficerem zawodowym 63 pułku piechoty w garnizonie Toruń. W 1928 był oficerem 1 pułku Strzelców Podhalańskich w garnizonie Nowy Sącz . W 1932 był w kadrze oficerów Departamentu Piechoty Ministerstwa Spraw Wojskowych. 22 lutego 1934 został awansowany na kapitana ze starszeństwem z dniem 1 stycznia 1934 i 8. lokatą w korpusie oficerów piechoty.
W latach 30. w stopniu kapitana pełnił stanowisko pomocnika i zastępcy attaché wojskowego przy ambasadzie RP w Paryżu. W tym czasie był jednocześnie oficerem wywiadowczym Oddziału II Sztabu Generalnego Wojska Polskiego. W stopniu kapitana kierował placówką „Martel”, działającą konspiracyjnie w ataszacie wojskowym w Paryżu.
Podjął studia na kierunku orientalistyki pod kierunkiem prof. Ananiasza Zajączkowskiego. Był autorem publikacji pt. Turcja, którą wydał Wojskowy Instytut Geograficzny.
Podczas II wojny światowej był oficerem Polskich Sił Zbrojnych.
Po zakończeniu wojny powrócił z rodziną do Polski. Został zatrudniony na stanowisku szypczendlera (dostawcy okrętowego) w porcie Szczecin. W 1948 został aresztowany przez Urzędu Bezpieczeństwa i był więziony.
Jego żoną została Maria (zm. 1953, córka Antoniego Jawornickiego, profesora architektury Politechniki Warszawskiej). Mieli synów Andrzeja i Jacka (ur. 1943, socjolog, polityk).
Zmarł 1 czerwca 1989 w Warszawie, jako pułkownik Wojska Polskiego. Pochowany w kwaterze powstańców wielkopolskich na Cmentarzu Wojskowym na Powązkach w Warszawie (kwatera C7-1-26).

## Odznaczenia
- Oficer Legii Honorowej (III Republika Francuska, 1936)[18].